# Portorikanska vaterpolska reprezentacija
Portorikanska vaterpolska reprezentacija predstavlja državu Portoriko u športu vaterpolu.

## Osvojena odličja

### Razvojni trofej FINA-e u vaterpolu
- 2007.:  srebro
- 2013.: 4. mjesto
- 2021.:  srebro